# Ali Mohamed al-Zankawi
Ali Mohamed Gharib al-Zankawi (* 27. Februar 1984 in Kuwait) ist ein kuwaitischer Hammerwerfer. Er ist der Sohn des Kugelstoßers Mohamed al-Zinkawi. Mit fünf Siegen im Hammerwurf bei den Asienmeisterschaften zählt er zu den erfolgreichsten Leichtathleten seines Landes.

## Sportliche Laufbahn
Erste internationale Erfahrungen sammelte Ali Mohamed al-Zankawi bei den Jugendweltmeisterschaften 2001 in Debrecen, bei denen er mit 72,91 m den sechsten Platz. Anschließend wurde er bei den Panarabischen Spielen in Damaskus mit 64,66 m Vierter. Im Jahr darauf gewann er bei den Juniorenweltmeisterschaften in Kingston mit 73,42 m die Silbermedaille und erreichte bei den Asienmeisterschaften in Colombo mit 63,45 m Rang sechs. 2003 siegte er bei mi einer Weite von 72,20 m erstmals bei den Arabischen Meisterschaften in Amman und anschließend mit 70,62 m auch bei den Asienmeisterschaften in Manila. 2004 nahm er erstmals an den Olympischen Spielen in Athen teil und schied dort mit 71,06 m in der Qualifikation aus und siegte anschließend mit 72,22 m bei den Panarabischen Spielen in Algier.
2005 gewann er bei den Islamic Solidarity Games in Mekka mit 75,96 m die Silbermedaille hinter dem Tadschiken Dilschod Nasarow. Zudem kam er bei den Weltmeisterschaften in Helsinki mit 72,28 m nicht über die erste Runde hinaus und verteidigte mit einem Wurf auf 71,74 m seinen Titel bei den Asienmeisterschaften im südkoreanischen Incheon. Anschließend siegte er mit 76,10 m auch bei den Arabischen Meisterschaften in Radès. 2006 nahm er erstmals an den Asienspielen in Doha teil und gewann dort mit 73,14 m die Silbermedaille hinter Nasarow. 2007 siegte er zum dritten Mal in Folge bei den Arabischen Meisterschaften und den Asienmeisterschaften in Amman, bei denen er eine Weite von 75,71 m erreichte. Bei den Weltmeisterschaften in Osaka erreichte er mit 76,04 m Rang zwölf und gewann bei den Panarabischen Spielen in Kairo mit 74,02 m die Silbermedaille hinter dem Ägypter Mohsen Anani.
2008 scheiterte er bei den Olympischen Spielen in Peking mit 73,62 m erneut in der Qualifikation und wurde mit 74,19 m Fünfter im Leichtathletik-Weltfinale in Stuttgart. 2009 schied er bei den Weltmeisterschaften in Berlin mit 75,10 m in der ersten Runde aus, wurde mit einer Weite von 73,61 m Achter im Weltfinale und holte bei den Asienmeisterschaften Guangzhou mit 73,45 m die Silbermedaille hinter Nasarow. Zudem siegte er bei den Arabischen Meisterschaften in Damaskus mit 76,46 m. 2010 wurde er mit 76,43 m Dritter beim Leichtathletik-Continentalcup in Split und mit 68,65 m Vierter bei den Asienspielen in Guangzhou. 2011 folgte dem vierten Sieg bei den Asienmeisterschaften in Kōbe mit 73,73 m ein weiteres Vorrundenaus mit 75,35 m bei den Weltmeisterschaften in Daegu. Außerdem siegte er mit 79,27 m bei den Arabischen Meisterschaften in al-Ain und mit 73,29 m bei den Panarabischen Spielen in Doha.
Bei seiner dritten Olympiateilnahme kam er den Olympischen Spielen 2012 in London mit 73,40 m erneut nicht über die Qualifikation hinaus. Im Jahr darauf gewann er bei den Asienmeisterschaften in Pune mit 74,70 m ursprünglich die Silbermedaille hinter Nasarow, dieser wurde aber 2021 wegen eines Dopingverstoßes gesperrt und al-Zankawi rückte auf den ersten Rang vor. Anschließend gewann er bei den Islamic Solidarity Games in Palembang mit 76,68 m die Silbermedaille hinter dem Ägypter Mostafa el-Gamel. 2014 wurde er mit 72,24 m Fünfter beim Continentalcup in Marrakesch und mit 72,88 m Vierter bei den Asienspielen in Incheon. Nach zwei Jahren ohne internationale Wettkämpfe wurde er 2017 erneut Landesmeister und siegte 2019 mit 73,49 m bei den Arabischen Meisterschaften in Kairo. Zwei Wochen später erreichte er mit 70,91 m bei den Asienmeisterschaften in Doha den vierten Platz. 2022 gelangte er bei den Islamic Solidarity Games in Konya mit 63,54 m auf Rang sechs. Im Jahr darauf gewann er bei den Westasienmeisterschaften in Doha mit 66,61 m die Silbermedaille hinter dem Katari Ashraf Amgad el-Seify und im September gelangte er bei den Asienspielen in Hangzhou mit 67,57 m auf Rang acht. 2024 belegte er bei den Westasienmeisterschaften in Basra mit 66,83 m den vierten Platz und im Jahr darauf wurde er bei den Asienmeisterschaften in Gumi mit 61,76 m 13. 
In den Jahren von 2004 bis 2007 sowie 2009 und 2016 und 2021 und 2022 wurde al-Zankawi kuwaitischer Meister im Hammerwurf.